# Providence Telephone Building
Providence Telephone Company es un edificio comercial histórico en 110–116 Union Street en el centro de en la ciudad de Providence, la capital del estado de Rhode Island (Estados Unidos). 

## Descripción
Ahora una estructura de ladrillo, piedra y terracota de cinco pisos, fue construida con tres pisos en 1893 con un diseño de Stone, Carpenter & Willson. La fachada a nivel de la calle es de piedra caliza, con un vano de entrada en tres partes y dos vanos laterales más pequeños. El vano de entrada está dividido por columnas jónicas y los vanos exteriores más pequeños están flanqueados por columnas corintias. Un complejo entablamento de grutescos separa el segundo y tercer piso. Los pisos cuarto y quinto, agregados en 1906, tienen un tratamiento más simple, con un sencillo parapeto en la parte superior. La Providence Telephone Company, incorporada en 1880, ocupó este edificio desde su construcción hasta 1917, momento en el que su rápido crecimiento había superado la capacidad del edificio.
El edificio fue incluido en el Registro Nacional de Lugares Históricos en 1983.